# Piao Cheng
Piao Cheng (朴成S, Piáo ChéngP, (박성?); Longjing, 21 agosto 1989) è un calciatore cinese di origine coreana, ex centrocampista del Beijing Guoan.

## Carriera

### Club
Ha giocato nella prima divisione cinese.

### Nazionale
Ha partecipato alla Coppa d'Asia 2019.

## Palmarès

### Club

#### Competizioni nazionali
- Coppa della Cina: 1

Beijing Guoan: 2018